# Botanischer Garten Brynek

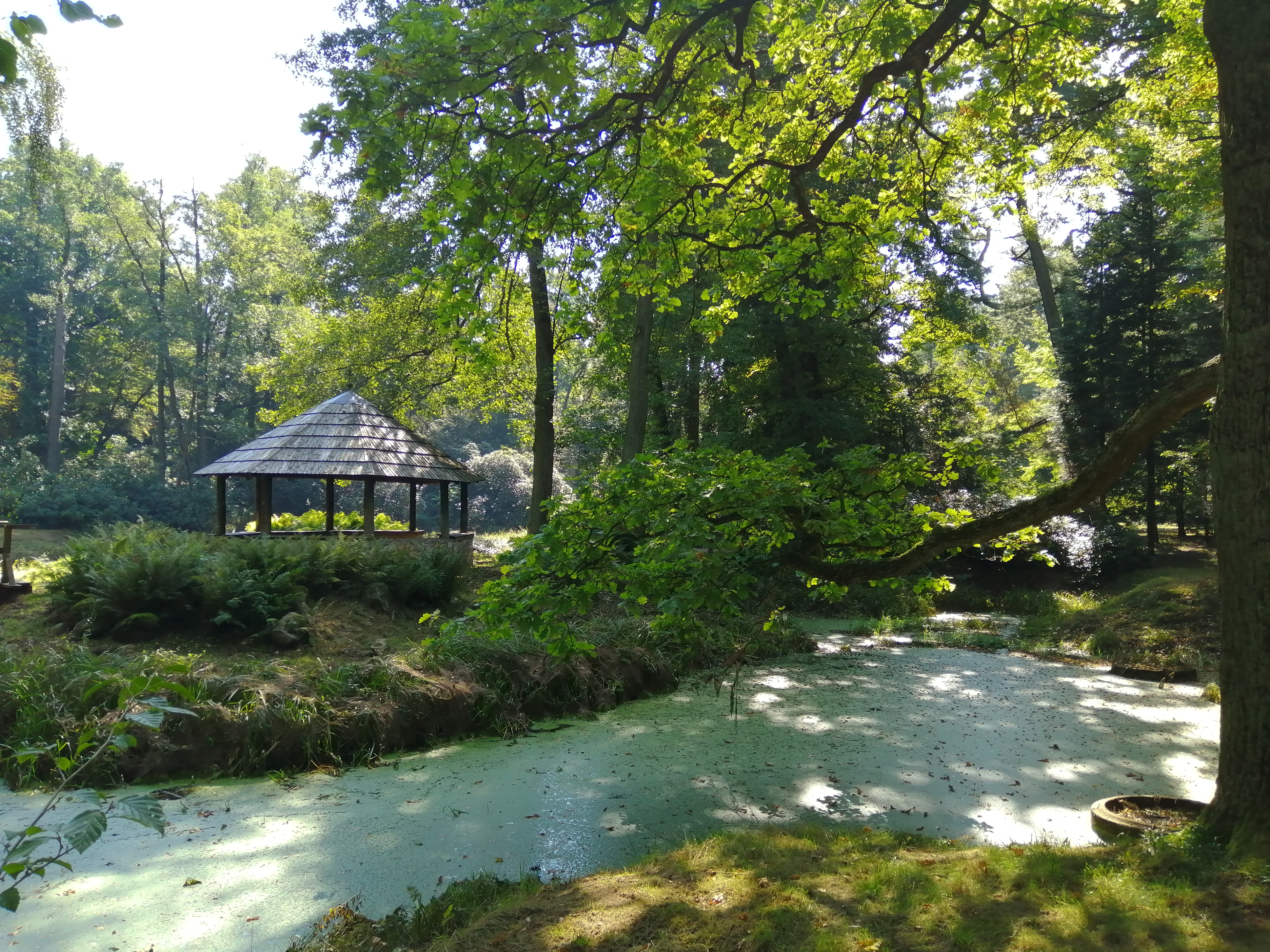
Botanischer Garten

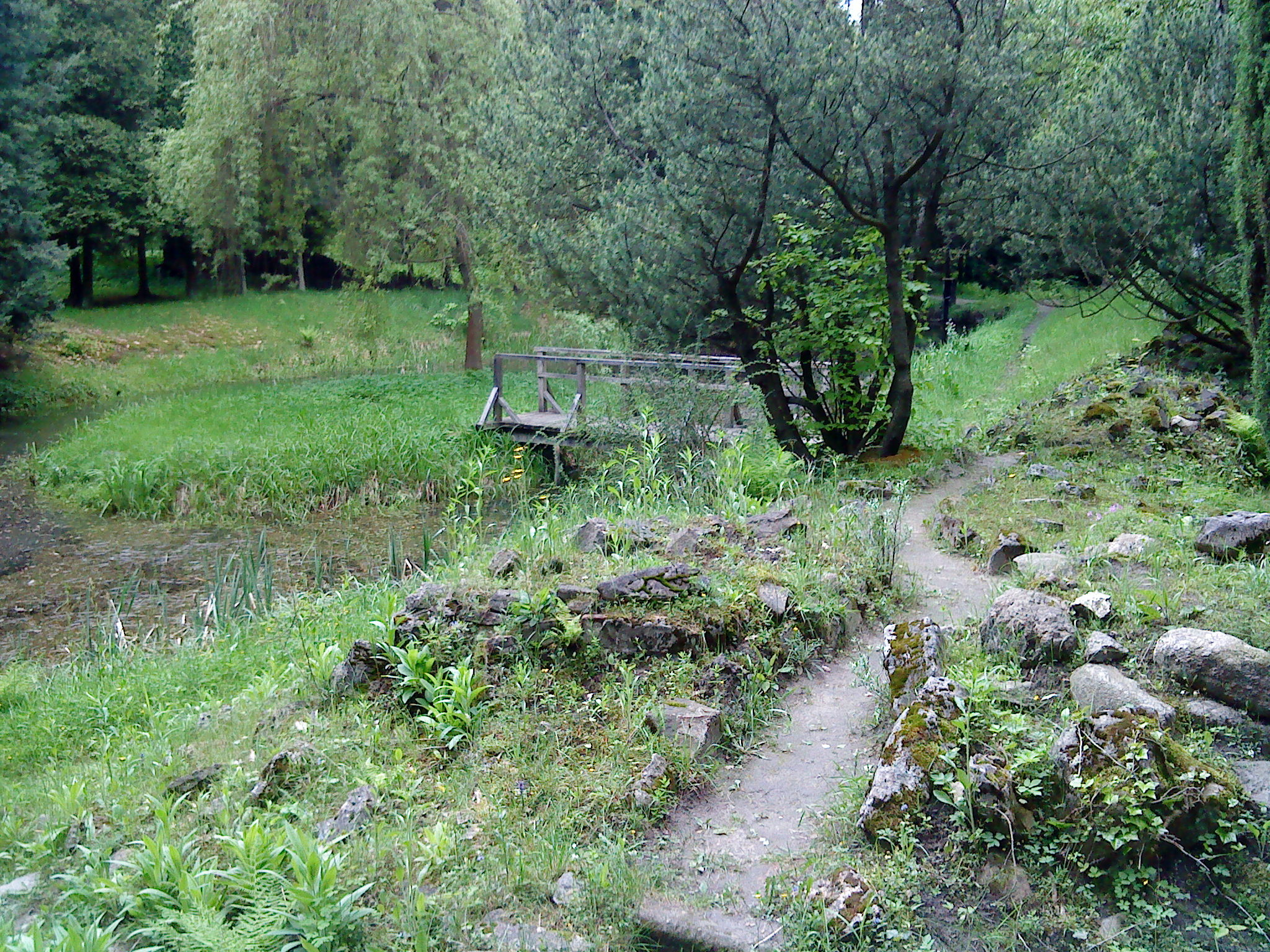
Ansicht des Gartens

Der Botanische Garten in Brynek (deutsch: Brynnek) wurde 1946 als Lehrgarten der dortigen forstwirtschaftlichen Schule angelegt und ist heute 40 Hektar groß. Der Botanische Garten befindet sich im Schlosspark des Schlosses Brynnek. Er grenzt sich durch eine Einzäunung vom restlichen Park ab. Der Garten ist seit den 2000er Jahren im Besitz des Landratsamtes in Tarnowskie Góry (Tarnowitz).

## Beschreibung und Sammlung
Den Botanischen Garten legte der Lehrer Henryk Eder unter der Mitwirkung seiner Schüler an. Da dieser vor allem der forstwirtschaftlichen Bildung dienen sollte, wurden um mehrere kleine Teiche vorwiegend diverse Baumarten und Straucharten gepflanzt. Ferner gibt es eine Abteilung für Kletterpflanzen, ein Alpinum und ein Rosarium. An den Teichen und Bächen finden sich Wasserpflanzen und Moorpflanzen. Eder zu Ehren wurde auch ein Gedenkstein aufgestellt.
Im Garten finden sich große Gruppen von Rhododendren und Azaleen um den Teich herum, sowie Magnolien, Kuchenbäume, Zaubernuss, Korkbäume, Berberitzen und Weißdorne. An Laubbaumarten gibt es Ahorne, Birken und Eichen. Zur Nadelbaumsammlung gehören Eiben, Lebensbäume, Scheinzypressen, Tannen, Hemlocktannen und Douglasien. Es finden sich ungefähr 3500 Pflanzenarten im Garten. Ein großer Teil der Pflanzensammlung stammt aus Asien und Nordamerika.
Derzeit ist eine Revitalisierung des Gartens geplant, für den seit 2021 Gelder gesammelt und Helfer gesucht werden.